# Anloo

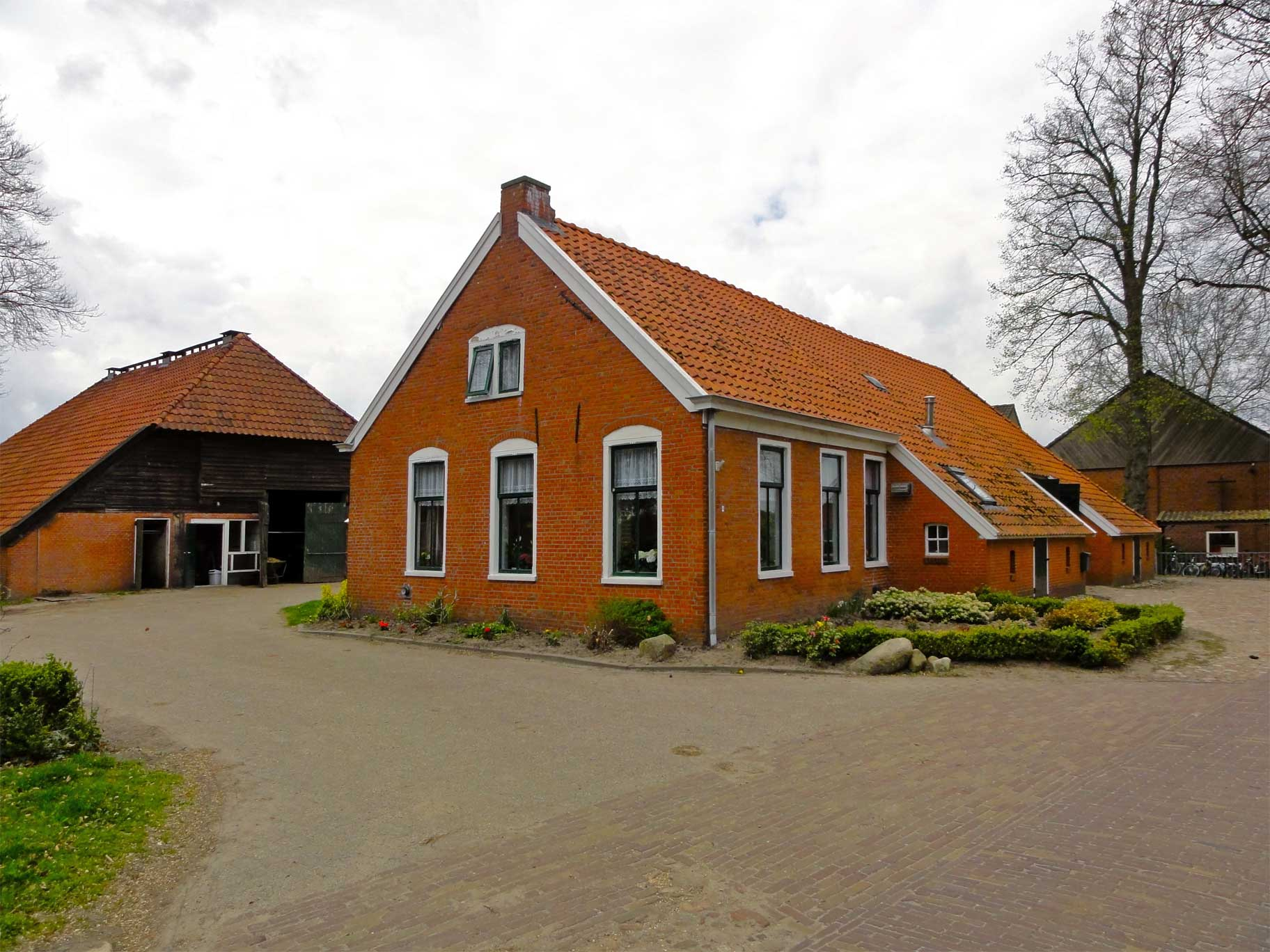
Edificio di Anloo

Anloo  è un villaggio di circa 450 abitanti del nord-est dei Paesi Bassi, facente parte della provincia di Drenthe e situato nell'area attorno alla Drentsche Aa, lungo la dorsale Hondsrug. Fino al 1997 dava il nome all'ex-comune omonimo, comune poi accorpato alla municipalità di Aa en Hunze.
Nel Medioevo, la località era il capoluogo dell'Oostermoer, uno dei sette dingspelen in cui era suddivisa la contea di Drenthe.

## Etimologia
Il toponimo Anloo, attestato anticamente come Anlo, Anloe e Anlon, è formato dal termine loo/lo, che significa "bosco", unito al nome del villaggio vicino di Annen.

## Geografia fisica

### Collocazione
Anloo si trova nella parte nord-orientale della provincia di Drenthe, tra Assen e Zuidlaren (rispettivamente a nord-est della prima e a sud-ovest della seconda) , a circa10 km a nord/nord-ovest di Gieten.

### Suddivisione amministrativa

#### L'ex-comune di Anloo
L'ex-comune di Anloo, soppresso nel 1998, contava, oltre al villaggio omonimo, anche i villaggi di Annen (dove si trovava il municipio), di Annerveen, Eext e le buurtschappen di, Anderen, Annerveensche-Compagnie, Gasteren, Schipborg e Zandvoort .

## Società

### Evoluzione demografica
Nel 2014, il villaggio di Anloo contava una popolazione pari a circa 465 abitanti.

## Stemma
Lo stemma di Anloo è in oro con una corona in testa ed è decorato da due chiavi e da una mano con le dita indice e medio alzate. Ai lati dello stemma, sono raffigurati due uomini primitivi muniti di clava.
Le raffigurazioni dello stemma rimandano all'importanza passata della località come centro giuridico e religioso.

## Monumenti e luoghi d'interesse
Anloo conta 21 edifici classificati come rijksmonumenten.

### Magnuskerk
Edificio principale di Anloo è la Magnuskerk ("Chiesa di San Magnus"), costruita probabilmente tra il IX e il X secolo.

### Monumenti megalitici
Nei dintorni di Anloo, si trovano alcuni dolmen, come il D7, situato nella buurtschap di Schipborg e il D8, situato nei pressi di Annen

### Pinetum ter Borgh
Nei dintorni di Anloo e, più precisamente, tra Anloo ed Eext, si trova inoltre il Pinetum ter Borgh, un bosco creato tra il 1922 e il 1930 e in cui a partire dall'inizio degli anni cinquanta sono stati piantati 400 tipi diversi di conifere.

## Feste ed eventi
- Etstoelsdag (in agosto) [3]